# براد جونز (لاعب كرة قدم)
براد جونز (بالإنجليزية: Brad Jones)‏ (و. 1986  م) هو لاعب كرة قدم أمريكية، من الولايات المتحدة، ولد في لانسنغ، ميشيغان، يلعب كظهير ‏.

## التعليم
تعلم في East Lansing High School ‏.

## روابط خارجية
- براد جونز على موقع إي إس بي إن.كوم (أن.أف.أل)3
- براد جونز على موقع مرجع كرة القدم المحترفة.كوم (الإنجليزية)